# Örebro község
Örebro község (svédül: Örebro kommun) Svédország 290 községének egyike. 
A mai község 1974-ben jött létre.

## Települései
A községben 19 település található:
| Település     | Népesség | Megjegyzés         |
| ------------- | -------- | ------------------ |
| Örebro        |          | a község székhelye |
| Hovsta        |          |                    |
| Garphyttan    |          |                    |
| Odensbacken   |          |                    |
| Vintrosa      |          |                    |
| Marieberg     |          |                    |
| Mosås         |          |                    |
| Stora Mellösa |          |                    |
| Glanshammar   |          |                    |
| Latorsbruk    |          |                    |
| Ölmbrotorp    |          |                    |
| Norra Bro     |          |                    |
| Ekeby-Almby   |          |                    |
| Hampetorp     |          |                    |
| Kilsmo        |          |                    |
| Askersby      |          |                    |
| Anstorp       |          |                    |
| Avdala        |          |                    |
| Götavi        |          |                    |

### Külső hivatkozások
- Hivatalos honlap[halott link]